# 3423 Slouka
3423 Slouka este un asteroid din centura principală, descoperit pe 9 februarie 1981 de Ladislav Brožek.